# Campeonato Mundial de Atletismo Júnior de 2012 - 200 m feminino
A prova dos 200 metros rasos feminino do Campeonato Mundial de Atletismo Júnior de 2012 ocorreu entre os dias 12 e 13 de julho, em Barcelona, na Espanha. 

## Recordes
Antes desta competição, os recordes mundiais e do campeonato nesta prova eram os seguintes:
|     | Nome             | Nacionalidade  | Tempo | Local    | Data                 |
| --- | ---------------- | -------------- | ----- | -------- | -------------------- |
| WJR | Allyson Felix    | Estados Unidos | 22.18 | Atenas   | 25 de agosto de 2004 |
| CR  | Shalonda Solomon | Jamaica        | 22.82 | Grosseto | 16 de julho de 2004  |

Os seguintes recordes mundiais ou do campeonato foram estabelecidos durante esta competição: 
| Data        | Evento | Nome                | Nacionalidade | Tempo | Notas                 |
| ----------- | ------ | ------------------- | ------------- | ----- | --------------------- |
| 13 de julho | Final  | Anthonique Strachan | Bahamas       | 22.53 | Recorde do campeonato |

## Medalhistas
| Ouro                      | Prata               | Bronze               |
| Anthonique Strachan (BAH) | Olivia Ekpone (USA) | Dezerea Bryant (USA) |

## Cronograma
Todos os horários são locais (UTC+1).
| Data        | Hora  | Evento        |
| ----------- | ----- | ------------- |
| 12 de julho | 11:25 | Eliminatórias |
| 12 de julho | 18:30 | Semifinal     |
| 13 de julho | 20:15 | Final         |

## Resultados

### Eliminatórias
Qualificação: Os 3 primeiros de cada bateria (Q) e os 3 tempos mais rápidos (q). 
| Posição | Bateria | Raia | Atleta                   | Nacionalidade         | Tempo | Notas                |
| ------- | ------- | ---- | ------------------------ | --------------------- | ----- | -------------------- |
| 1       | 7       | 9    | Shericka Jackson         | Jamaica               | 23.35 | Q,                   |
| 2       | 7       | 7    | Isidora Jiménez          | Chile                 | 23.42 | Q, NJR               |
| 3       | 4       | 5    | Dezerea Bryant           | Estados Unidos        | 23.54 | Q                    |
| 4       | 2       | 5    | Anthonique Strachan      | Bahamas               | 23.70 | Q                    |
| 5       | 6       | 9    | Dina Asher-Smith         | Reino Unido           | 23.71 | Q                    |
| 6       | 5       | 4    | Olivia Ekpone            | Estados Unidos        | 23.74 | Q                    |
| 6       | 5       | 9    | Imke Vervaet             | Bélgica               | 23.74 | Q                    |
| 8       | 5       | 6    | Desiree Henry            | Reino Unido           | 23.78 | Q,                   |
| 9       | 3       | 8    | Janet Amponsah           | Gana                  | 23.83 | Q                    |
| 10      | 1       | 2    | Jodean Williams          | Jamaica               | 23.88 | Q,                   |
| 11      | 3       | 9    | Nimet Karakus            | Turquia               | 23.89 | Q                    |
| 12      | 5       | 5    | Irene Siragusa           | Itália                | 23.93 | q,                   |
| 13      | 2       | 4    | Karin Okolie             | Bulgária              | 23.97 | Q,                   |
| 13      | 2       | 7    | Monica Brennan           | Austrália             | 23.97 | Q                    |
| 15      | 5       | 8    | Gina Lückenkemper        | Alemanha              | 23.98 | q,                   |
| 16      | 2       | 9    | Angelika Stępień         | Polónia               | 24.01 | q                    |
| 17      | 4       | 4    | Tamiris de Liz           | Brasil                | 24.02 | Q                    |
| 18      | 7       | 5    | Anna Hämäläinen          | Finlândia             | 24.04 | Q                    |
| 19      | 1       | 4    | Carmiesha Cox            | Bahamas               | 24.08 | Q                    |
| 20      | 1       | 7    | Fany Chalas              | República Dominicana  | 24.22 | Q                    |
| 21      | 4       | 3    | Kristina Khorosheva      | Rússia                | 24.26 | Q                    |
| 22      | 4       | 7    | Iza Daniela Flores       | México                | 24.27 |                      |
| 23      | 1       | 8    | Wisdom Isoken            | Nigéria               | 24.29 |                      |
| 24      | 1       | 3    | Chante van Tonder        | África do Sul         | 24.50 |                      |
| 25      | 6       | 5    | Shai-Anne Davis          | Canadá                | 24.52 | Q                    |
| 26      | 7       | 4    | Liezl Hechter            | África do Sul         | 24.54 |                      |
| 27      | 5       | 7    | Nina Prudnikova          | Cazaquistão           | 24.55 |                      |
| 28      | 6       | 3    | Nathalia da Rosa         | Brasil                | 24.56 | Q                    |
| 29      | 3       | 7    | Rosalie Tschann          | Áustria               | 24.61 | Q                    |
| 30      | 7       | 8    | Astrid Mangen Cederkvist | Noruega               | 24.63 |                      |
| 31      | 6       | 4    | Luan Gabriel             | Dominica              | 24.65 |                      |
| 32      | 1       | 6    | Oksana Ralko             | Ucrânia               | 24.71 |                      |
| 33      | 5       | 3    | Charlène Keller          | Suíça                 | 24.72 |                      |
| 34      | 3       | 5    | Sara Atcho               | Suíça                 | 24.73 |                      |
| 34      | 2       | 3    | Cristina Lara            | Espanha               | 24.73 |                      |
| 34      | 2       | 6    | Jiawen He                | China                 | 24.73 |                      |
| 37      | 4       | 8    | Bryannill Cardona        | Venezuela             | 24.75 |                      |
| 38      | 6       | 8    | Anna-Lena Freese         | Alemanha              | 24.78 |                      |
| 38      | 3       | 2    | Isatu Fofanah            | Canadá                | 24.78 |                      |
| 40      | 2       | 8    | Viviana Olivares         | Chile                 | 24.87 |                      |
| 41      | 6       | 6    | Aneja Kodric             | Eslovênia             | 24.92 |                      |
| 42      | 6       | 7    | Francesca Scapin         | Itália                | 25.01 |                      |
| 43      | 3       | 4    | Qingqing Wu              | China                 | 25.04 |                      |
| 44      | 3       | 3    | Marie Gisele Eleme       | Camarões              | 25.12 | Recorde da temporada |
| 45      | 1       | 5    | Maysa Rejepova           | Turquemenistão        | 25.97 | Recorde pessoal      |
| 46      | 7       | 3    | Olga Eshmurodova         | Tajiquistão           | 26.41 |                      |
| 47      | 3       | 6    | Hereiti Bernardino       | Polinésia Francesa    | 26.77 | Recorde pessoal      |
|         | 4       | 6    | Sheniece Daphness        | Guiana                | DSQ   |                      |
|         | 4       | 9    | Brittany Morton          | São Cristóvão e Neves | DNS   |                      |
|         | 1       | 9    | Doreen Agyei Safowaa     | Gana                  | DNS   |                      |
|         | 7       | 6    | Nkiru Nwakwe             | Nigéria               | DNS   |                      |

### Semifinal
Qualificação: Os 2 primeiros de cada bateria (Q) e os 2 tempos mais rápidos (q). 
| Posição | Bateria | Raia | Atleta              | Nacionalidade        | Tempo | Notas           |
| ------- | ------- | ---- | ------------------- | -------------------- | ----- | --------------- |
| 1       | 3       | 5    | Dezerea Bryant      | Estados Unidos       | 23.11 | Q               |
| 2       | 2       | 4    | Anthonique Strachan | Bahamas              | 23.28 | Q               |
| 2       | 3       | 8    | Desiree Henry       | Reino Unido          | 23.28 | Q,              |
| 4       | 1       | 5    | Olivia Ekpone       | Estados Unidos       | 23.49 | Q               |
| 4       | 2       | 5    | Imke Vervaet        | Bélgica              | 23.49 | Q,              |
| 4       | 3       | 6    | Janet Amponsah      | Gana                 | 23.49 | q,              |
| 7       | 2       | 7    | Dina Asher-Smith    | Reino Unido          | 23.57 | q,              |
| 8       | 1       | 6    | Shericka Jackson    | Jamaica              | 23.58 | Q               |
| 9       | 1       | 7    | Isidora Jiménez     | Chile                | 23.59 |                 |
| 10      | 2       | 2    | Irene Siragusa      | Itália               | 23.75 | Recorde pessoal |
| 11      | 2       | 9    | Monica Brennan      | Austrália            | 23.85 |                 |
| 12      | 1       | 9    | Carmiesha Cox       | Bahamas              | 23.94 |                 |
| 12      | 3       | 4    | Jodean Williams     | Jamaica              | 23.94 |                 |
| 14      | 3       | 2    | Gina Lückenkemper   | Alemanha             | 23.99 |                 |
| 15      | 1       | 4    | Tamiris de Liz      | Brasil               | 24.03 |                 |
| 16      | 1       | 8    | Fany Chalas         | República Dominicana | 24.15 |                 |
| 17      | 3       | 7    | Karin Okolie        | Bulgária             | 24.17 |                 |
| 17      | 1       | 3    | Angelika Stępień    | Polónia              | 24.17 |                 |
| 19      | 3       | 9    | Shai-Anne Davis     | Canadá               | 24.23 |                 |
| 20      | 1       | 2    | Kristina Khorosheva | Rússia               | 24.25 |                 |
| 21      | 3       | 3    | Nathalia da Rosa    | Brasil               | 24.43 | Recorde pessoal |
| 22      | 2       | 3    | Rosalie Tschann     | Áustria              | 24.50 |                 |
| 22      | 2       | 8    | Anna Hämäläinen     | Finlândia            | 24.50 |                 |
| –       | 2       | 6    | Nimet Karakus       | Turquia              | DSQ   |                 |

### Final
A prova final foi realizada no dia 13 de julho ás 20:15. 
| Posição           | Faixa | Atleta              | Nacionalidade  | Tempo | Notas           |
| ----------------- | ----- | ------------------- | -------------- | ----- | --------------- |
| Medalha de ouro   | 6     | Anthonique Strachan | Bahamas        | 22.53 | WJL,            |
| Medalha de prata  | 5     | Olivia Ekpone       | Estados Unidos | 23.15 | Recorde pessoal |
| Medalha de bronze | 7     | Dezerea Bryant      | Estados Unidos | 23.15 |                 |
| 4                 | 4     | Desiree Henry       | Reino Unido    | 23.34 |                 |
| 5                 | 2     | Janet Amponsah      | Gana           | 23.41 | Recorde pessoal |
| 6                 | 9     | Imke Vervaet        | Bélgica        | 23.47 | Recorde pessoal |
| 7                 | 3     | Dina Asher-Smith    | Reino Unido    | 23.50 | Recorde pessoal |
| 8                 | 8     | Shericka Jackson    | Jamaica        | 23.53 |                 |

Legenda
| Recorde mundial       | Recorde mundial (World record)               |                       | Recorde africano                      | Recorde africano (African) |                                           | Q | Classificado por posição (Qualified) |
| Recorde do campeonato | Recorde do campeonato (Championship record)  | Recorde da América    | Recorde da América (Americas)         | q                          | Classificado por melhor tempo (Qualified) |   |                                      |
| Melhor marca do ano   | Melhor marca do ano (World leading)          | Recorde asiático      | Recorde asiático (Asian)              | DNS                        | Não largou (Did not start)                |   |                                      |
| Recorde nacional      | Recorde nacional (National record)           | Recorde europeu       | Recorde europeu (European)            | DNF                        | Não terminou (Did not finish)             |   |                                      |
| Recorde pessoal       | Recorde pessoal do atleta (Personal best)    | Recorde da Oceania    | Recorde da Oceania (Oceania)          | DSQ / DQ                   | Desclassificado (Disqualified)            |   |                                      |
| Recorde da temporada  | Recorde da temporada do atleta (Season best) | Recorde sul-americano | Recorde sul-americano (South America) | NM                         | Sem marca (No mark)                       |   |                                      |